# FIFA Street (відеогра, 2005)
FIFA Street — спортивна відеогра, розроблена компанією EA Canada й опублікована Electronic Arts в лютому 2005 року для PlayStation 2, Xbox і Nintendo GameCube. На обкладинці був зображений бразильський футболіст Роналдо.
За нею вийшла FIFA Street 2, яка була випущена в лютому 2006 року.

## Ігровий процес
FIFA Street спін-офф серії FIFA, за тією ж формулою, що й інші відеоігри серії «Street», NFL Street і NBA Street, спрощена, аркадна версія повноцінної серії. Вона фокусується на швидкості реакції, стилі й трюках, на відміну від FIFA Football, яка фокусується на командній грі й тактиці, що відображають культуру фристайлу по всьому світу.
Метою гри є, завойовуючи репутацію і повагу, побудувати команду з відомих і визнаних гравців, включаючи Роналду та Роналдінью, щоб змагатися на вуличних полях по всьому світу.

## Оцінки
| Агрегатор  | Оцінка   | Оцінка   | Оцінка   |
| Агрегатор  | GC       | PS2      | XBOX     |
| ---------- | -------- | -------- | -------- |
| Metacritic | 60 / 100 | 59 / 100 | 60 / 100 |

| Видання                            | Оцінка   | Оцінка   | Оцінка   |
| Видання                            | GC       | PS2      | XBOX     |
| ---------------------------------- | -------- | -------- | -------- |
| Electronic Gaming Monthly          | 6.5 / 10 | 6.5 / 10 | 6.5 / 10 |
| Eurogamer                          | Н/Д      | Н/Д      | 8 / 10   |
| Game Informer                      | 6.5 / 10 | 6.5 / 10 | 6.5 / 10 |
| GamePro                            | Н/Д      | [ 8 ]    | [ 8 ]    |
| GameSpot                           | 6.5 / 10 | 6.7 / 10 | 6.7 / 10 |
| GameSpy                            | [ 11 ]   | [ 11 ]   | [ 11 ]   |
| GameZone                           | 6.5 / 10 | 5.5 / 10 | 6 / 10   |
| IGN                                | 5.5 / 10 | 5.5 / 10 | 5.5 / 10 |
| Nintendo Power                     | 3.3 / 5  | Н/Д      | Н/Д      |
| Official U.S. PlayStation Magazine | Н/Д      | [ 17 ]   | Н/Д      |
| Official Xbox Magazine (США)       | Н/Д      | Н/Д      | 5.4 / 10 |

Гра отримала «змішані» відгуки на всіх платформах за версією агрегатора оглядів відеоігор Metacritic.
Версія FIFA Street для PlayStation 2 отримала «Платинову» нагороду за продажі від Entertainment and Leisure Software Publishers Association (ELSPA), що свідчить про продажі щонайменше 300 000 копій у Великій Британії.